# 邁斯托拉峰
62°32′38.2″S 59°41′57″W / 62.543944°S 59.69917°W

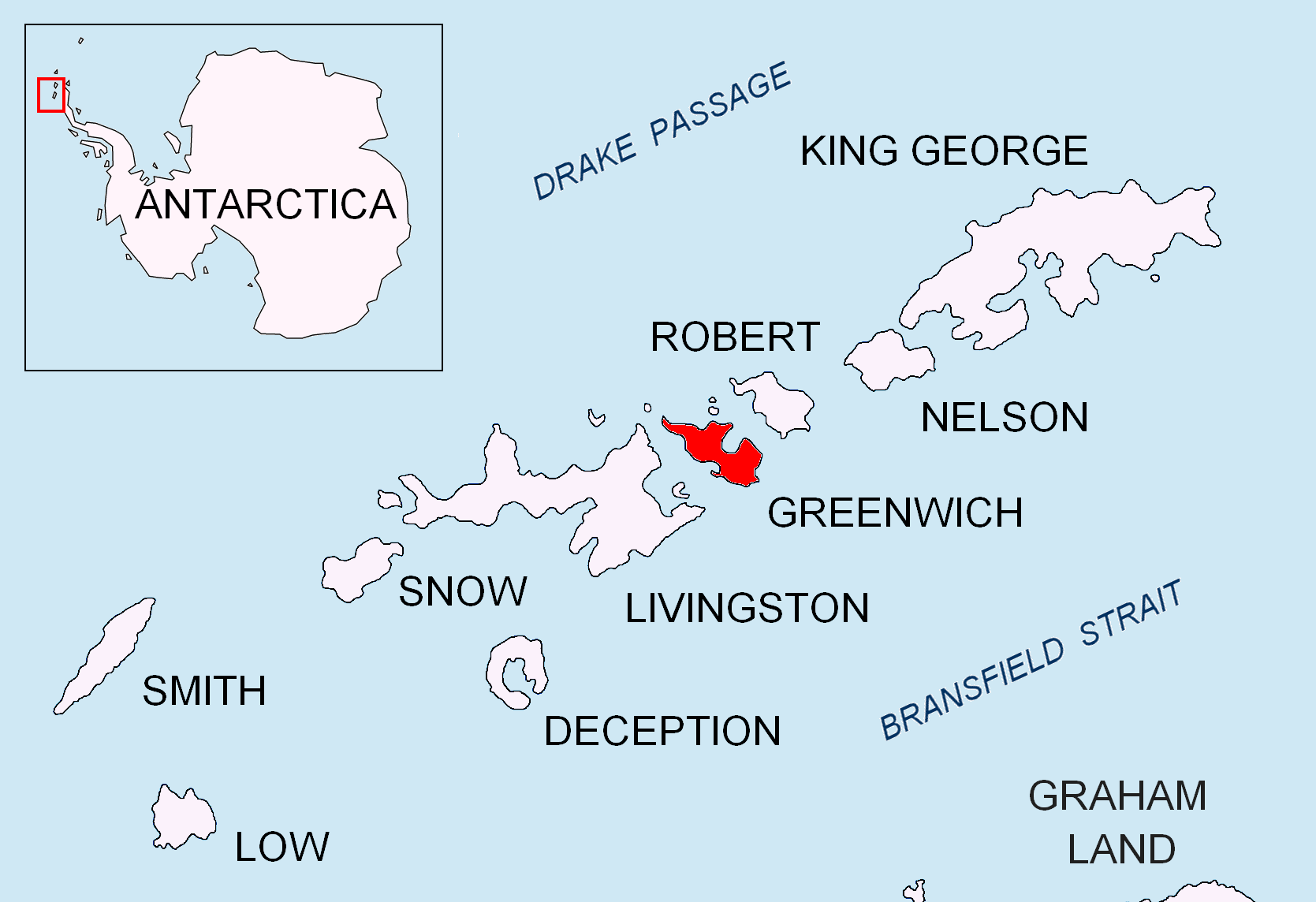

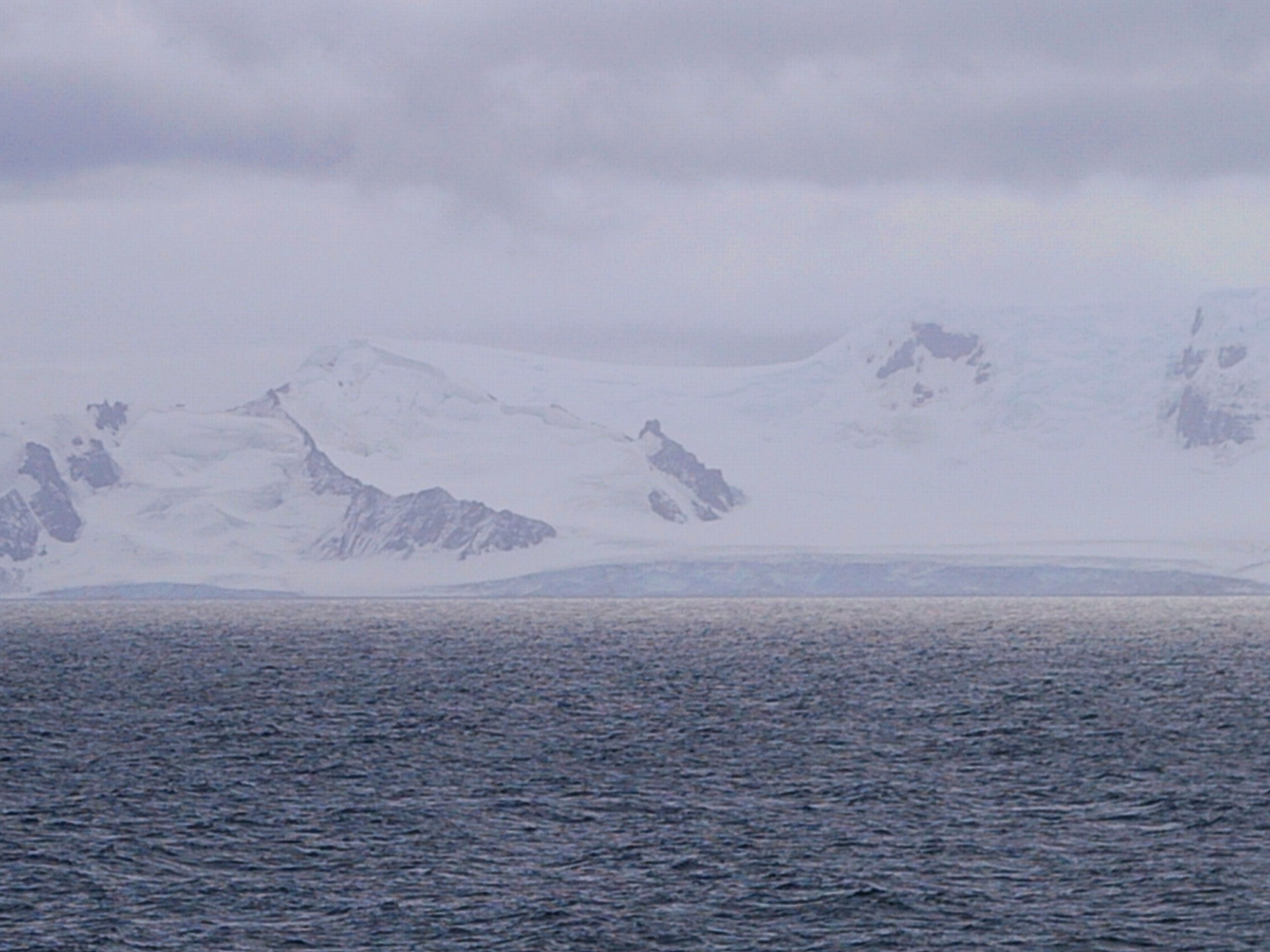

邁斯托拉峰是南極洲的山峰，位於南設得蘭群島中格林尼治島的布雷茲尼克高地，處於拉茲格勒峰以東0.58米、維斯基亞爾嶺以西2.13公里和埃夫賴姆崖東北面1.38公里，海拔高度350米。

## 外部連結
- SCAR Composite Gazetteer of Antarctica（页面存档备份，存于）.